# Abu Tálib ibn Abd al-Muttálib
Abū Ṭālib ibn ‘Abd al-Muṭṭalib (en árabe: ابو طالب بن عبد المطلب‎; c. 539 - c. 619) era el dirigente de los Banu Háshim, un clan de la tribu Quraysh de La Meca en Arabia.  Después de la muerte de Abd al-Muttálib heredó esta posición y los oficios de siqaya y rifada (encargado de las bebidas y comidas de los peregrinos). Fue bien respetado en La Meca a pesar de tener una fortuna decreciente.
Abu Tálib era tío del profeta islámico Mahoma. Hay un gran debate entre los eruditos musulmanes sobre si murió siendo musulmán o no.

## Relación con Muhámmad/Mahoma
Abū Ṭālib era hermano del padre de Mahoma, ‘Abdullāh ibn ‘Abdul-Muttalib, quien había muerto meses antes del  nacimiento de Mahoma. Después de la muerte de la madre de éste, Āminah bint Wahb, estuvo bajo el cuidado de su abuelo, Abdul-Muttalib. Cuando Mahoma tenía ocho años de edad, ‘Abdul-Muttalib murió también. Uno de los tíos de Mahoma debería de hacerse cargo de él. El más viejo, Al-Harith no era lo bastante rico para hacerlo. Abu Tálib, a pesar de su pobreza, tomó como responsabilidad a Mahoma gracias a su generosidad.
Mahoma amaba mucho a su tío y Abu Tálib también a Mahoma. Abu Tálib es recordado como un dotado poeta, y muchos versos poéticos en apoyo a Mahoma son atribuidos a él.
Una vez, cuando Abu Tálib estaba a punto de ir a una expedición comercial, Mahoma lloraba y no podía aguantar el ser separado de él. A esto Abu Tálib respondió, «Por Dios lo llevaré conmigo, y nunca deberemos separarnos el uno del otro».
Más tarde en su vida, ya adulto, Mahoma vio que Abu Tálib tenía problemas financieros después de una sequía severa. Mahoma decidió tomar a su cargo a uno de los hijos de Abu Tálib y convenció a Al-Abbás para hacer lo mismo. Hablaron de este asunto con Abū Ṭālib, quien pidió que su hijo predilecto, Aqīl quedara con él. Al-Abbās escogió a Ya'far, y Mahoma escogió a 'Alī.

## Protegiendo a Muhámmad
En una sociedad tribal, la afiliación es muy importante, de otro modo un hombre puede ser asesinado impunemente. Como dirigente de la tribu Banu Háshim, Abu Tálib actuó como protector de Mahoma. Después de que Mahoma empezara a predicar el mensaje del Islam, miembros de los otros clanes Quraysh comenzaron a sentirse amenazados por su prédica. En intentos por callarlo, presionaron a Abū Ṭālib para silenciar a su sobrino o para controlarlo. A pesar de estas presiones, Abū Ṭālib mantuvo su apoyo a Mahoma, defendiéndole de los otros líderes quraishitas. Dirigentes quraishitas afrontaron directamente a Abu Tálib por mucho tiempo. Abu Tálib los ignoró y continuó apoyando a Mahoma incluso cuando hubo desavenencias fuertes entre él y los Quraysh. En una ocasión, le amenazaron con luchar contra los Banu Háshim por este conflicto. En un narración sobre tal confrontación, Abu Tálib convocó a Mahoma para que intentara negociar con los Quraysh. Mahoma pidió entonces a los dirigentes quraishitas que pronunciaran la shahada (y fueran musulmanes), a lo que ellos se asombraron.
Los Quraysh incluso probaron a sobornar a Abu Tálib. Le dijeron que si les ayudaba a controlar a Mahoma, podría adoptar a 'Umarah ibn al-Walid ibn al-Mughirah, el joven más apuesto de los Quraysh.

Cuando este intento también falló, los Quraysh solicitaron la ayuda de otras tribus para boicotear a los Banu Háshim, impidiendo comerciar o casarse con ellos. Este boicot comenzó siete años después de que Mahoma recibiera la primera revelación, y duró tres años. El objetivo era presionar a los hachemitas hasta el punto de hacerles pasar hambre para conseguir su sumisión. Por su bien y seguridad muchos miembros de los Banu Háshim se mudaron cerca de Abu Tálib (Enciclopedia de Islam) y el lugar parecía un gueto. Esto no causó grandes dificultades porque muchos de ellos tenían familiares en otras tribus que les contrabandeaban bienes a ellos. 
Proteger a Mahoma implicó una presión considerable a Abu Tálib y a los Banu Háshim. En una ocasión Abu Tálib exclamó a Mahoma: «Ahórrame a mí y a ti (sufrimiento), y no pongas encima de mí una carga más grande de la que puedo soportar». A esto Mahoma respondió: «¡Oh tío! Por Dios Todopoderoso juro, incluso si me pusieran el sol en mi mano derecha y la luna en la izquierda, que no abjuraría de esta causa, no lo haré hasta que Dios la haya vindicado o me haga perecer en el proceso». Viendo la emoción de su sobrino, Abu Tálib respondió: «Ve, sobrino, y di lo que quieras. Por Dios, nunca te entregaré por ninguna razón».

## Muerte
Abū Ṭālib murió sobre el año 619 aproximadamente, con más de 80 años de edad, 10 años después de que Mahoma recibiera la revelación. Este año es conocido como el año de la tristeza porque Jadiya, la mujer de Mahoma, también murió, un mes después que Abu Tálib.
Antes de que Abu Tálib muriese, Mahoma le pidió pronunciar la Shahada. Según una tradición, Abu Tálib rechazó su petición porque se quejaba de que el Quraysh que estaba presente se burlaría y lo acusaría de pronunciar la shahada por temor a la muerte. En otra tradición Abu Tálib es disuadido de decir la shahada por el quraysh. Según el historiógrafo Fred McGraw Donner, ambas tradiciones tienen muy viejos isnads o estudio de los hadices, pero la primera variación tiene dos isnads diferentes, lo cual podría sugerir que la segunda variación es una modificación de la más antigua. Aún hay otra variación sobre la muerte de Abu Tálib, en la que Al-Abbás, quien estaba sentado junto a Abu Tálib en el momento de su muerte, lo vio moviendo sus labios. Al-'Abbás reclamó que Abu Tálib había dicho la shahada pero Mahoma respondió que no lo había oído. Algunos musulmanes ven esto como una prueba de que Abu Tálib murió musulmán. Aun así, la mayoría de fuentes declaran que Abu Tálib murió siendo todavía pagano.
Después de la muerte de Abu Tálib, Mahoma quedó desprotegido. Abu Lahab, sucesor de Abu Tálib, no le protegió. Mahoma y sus seguidores afrontaron una persecución más sañuda. Mahoma es citado exclamando: «¡Por Dios!, los Quraysh nunca me hicieron tanto daño como después de la muerte de Abu Tálib». Los primeros musulmanes se reubicaron en Medina para escapar de la persecución de los Quraysh.

## Puntos de vista suní y chií
La memoria de Abu Tálib está influenciada por los objetivos políticos de suníes y chiitas.  El personaje de Abu Tálib fue elemental en la lucha del califato abasí/chií por el poder tras la muerte de Mahoma.
Originalmente, los abasíes y chiitas unieron fuerzas para derrocar a la dinastía omeya, y ambos intentaron legitimar su reclamo al poder a través de su parentesco con Mahoma. Los abasíes ligaron su ascendencia con Al-Abbás, mientras los chiitas con Alí, hijo de Abu Tálib. Por tanto, para afirmar su credibilidad, los abasíes (quienes se convirtieron al islam suní) intentaron desacreditar a Abu Tálib enfatizando que muriera pagano.

### Punto de vista histórico suní
Las tradiciones difieren sobre la función de Abu Tálib y su relación con Mahoma. Según Uri Rubin, las tradiciones que presentan a Abu Tálib en función heroica quedan fuera de las recopilaciones (musannaf) de los suníes y solo unos cuantos relatos que le presentan como un "hombre viejo y cobarde quien no renunciará a la antigua religión de sus prójimos, hombres tribales", fueron admitidos por ellos. Enfatizan su conducta pagana y algunas fuentes incluso dicen que Abu Tálib afirmó que Mahoma adoraba a los ídolos paganos.
Los abasíes intentaron enfatizar la decepción de Mahoma con Abu Tálib; en una tradición recopilada por el historiador al-Mada'ini, y ampliamente difundida por los abasíes, uno de los dos hombres de estado, "desearía que Abu Tálib hubiese aceptado el Islam, así el apóstol de Dios se hubiese deleitado con ello. Pero él era un no creyente."
En la misma línea, hay un reporte similar donde Alí informa a Mahoma sobre la muerte de Abu Tálib, diciendo: «Vuestro tío, el hombre viejo errante, ha muerto».

### Punto de vista histórico chií
Los chiíes creen que el padre del primer imán, Alí, tuvo que ser casi tan grandioso como el imán mismo. Los chiitas elevan a Abu Tálib y lo ven como un defensor heroico de Mahoma. Muchas fuentes con esta perspectiva reclaman que Abu Tálib era de hecho musulmán, solo que mantuvo su fe en secreto de modo que pudiese proteger mejor a Mahoma (150 Rubin).
En un informe, cuando Abu Tálib estaba enfermo, Mahoma lo alimentó con uvas, a las que Alá prohibió comer a los no creyentes. Esto implica que Abu Tálib había aceptado el islam a pesar de sus acciones exteriores.
Algunos chiitas van más allá y afirman que incluso los antepasados de Abu Tálib eran musulmanes. Esto es porque la «divina transmigración del espíritu» es aplicado a antepasados así como a descendientes, según su doctrina.
Otros reclaman que aunque Abu Tálib no hubiera aceptado el islam, hizo un gran servicio a esta religión al proteger a Mahoma de los Quraysh. Culparon a los Quraysh de que Abu Tálib no se hubiera convertido por haber sido intimidado por ellos.

## Familia
Abu Tálib estuvo casado con Fatimah bint Asad. Tuvieron cuatro hijos: 
- Ṭālib ibn Abī Ṭālib
- 'Aqīl ibn Abī Ṭālib
- Ja‘far ibn Abī Ṭālib
- 'Alī ibn Abī Ṭālib

Y tres hijas:
- Fāḫitah bint Abī Ṭālib (Umm Hānī)
- Jumānah bint Abī Ṭālib
- Rayta bint Abī Ṭālib (Asma o Umm Tālib)

Con otra esposa, Illa, tuvo un quinto hijo:
- Tulayq ibn Abī Ṭālib[30]